# Teofanis Dzandaris
Teofanis (Fanis) Dzandaris (gr. Θεοφάνης (Φάνης) Τζανδάρης; ur. 13 czerwca 1993 roku w Sochos, Grecja) – grecki piłkarz, grający na pozycji środkowego pomocnika.

## Kariera piłkarska

### Kariera klubowa
Rozpoczął karierę piłkarską w klubie juniorów PAOK FC. 1 lipca 2012 roku podpisał kontrakt z seniorskim zespołem tej drużyny, która występowała wówczas w Superleague Ellada. Jednak już 31 sierpnia tegoż roku został wypożyczony do klubu Anagennisi Epanomi, który wówczas występował w II lidze. W sezonie 2012/2013 zajął z tym zespołem, ostatnie, 16. miejsce, co oznaczało spadek do III ligi. Po zakończeniu tych rozgrywek powrócił z wypożyczenia do PAOK Saloniki. W kolejnym sezonie jego ekipa ponownie zajęła 2. pozycję i stoczyła walkę o miejsce do eliminacji w Lidze Mistrzów. Jednak on sam 7 stycznia 2014 roku został wypożyczony do klubu Apollon Kalamaria, w którym występował do końca sezonu. Zespół ten występował wówczas w II lidze. Sezon 2013/2014 zakończył z tą drużyną na 7. miejscu. 30 czerwca 2014 roku powrócił z wypożyczenia do drużyny z Salonik.
W sezonie 2014/2015 uczestniczył w barwach PAOK w rozgrywkach Ligi Europy. Zagrał po 90 minut we wszystkich 6 meczach w grupie K. Zdobył jedną z bramek (w 90. minucie) w rozgrywanym na własnym stadionie spotkaniu z Dynama Mińsk. Jego zespół wygrał ten mecz 6–1. Jednak ostatecznie jego drużyna zajęła 3. miejsce w grupie i pożegnała się z tymi rozgrywkami.
30 czerwca 2015 roku dobiegł końca jego kontrakt z klubem PAOK FC, po czym na zasadzie wolnego transferu przeszedł do zespołu Olympiakos SFP.

### Kariera reprezentacyjna
Teofanis Dzandaris nie występował dotychczas w młodzieżowych, ani seniorskich reprezentacjach Grecji.